# Klášter Murbach
Klášter Murbach je jedním z nejznámějších benediktinských klášterů v Alsasku, v údolí u paty Grand Ballon ve Vogézách ve Francii.
Klášter, blízko obce Guebwiller, byl založen roku 727 hrabětem Eberhardem a ustanoven jako benediktinské sídlo svatým Pirminem. Majetek kláštera zahrnoval 3 města a 30 vesnic. Budovy, zahrnující kostel s jednou z nejranějších románských kleneb, byly zdevastovány roku 1789 během francouzské revoluce venkovany a klášter byl krátce poté zrušen.
Z románského kostela, který byl zasvěcen svatému Legerovi, zbyla pouze příčná loď s dvojicí věží a východní konec budovy s chórem. Na místě hlavní lodi je dnes hřbitov.

## Historie
Zakladatel kláštera, hrabě Eberhard, bratr Luitfrida z Etichonenu, přivedl biskupa Pirmina z kláštera Reichenau na Bodamském jezeře aby zde vytvořil náboženskou komunitu řádu svatého Benedikta. Hrabě Eberhard dal klášteru velký majetek a privilegia, zahrnující právo svobodné volby opata. Klášter byl povinen nechat si tato práva opětovně potvrzovat a byl tak závislý na papeži a římském císaři (po roce 1680 na francouzském králi). Klášter byl pod ochranou svatého Legera, který zavedl Benediktinský řád v Burgundsku v 7. století.
Klášter měl velkou politickou důležitost a Karel Veliký sám nosil titul „Opat z Murbachu“ (Pastor Murbacencis) jako světská osoba v letech 782 – 783.
Kolem roku 850 se Murbach stal jedním z duchovních center Horního Porýní; knihovna obsahovala kolem 340 děl teologie, mluvnice a historie. V téže době rostla světová proslulost kláštera a klášter obdržel mnoho darů. Murbach vlastnil majetek a práva na 350 místech. Většinou v Alsasku, v diecézích Basilej a Štrasburk; ale také na pravém břehu Rýna a dokonce v Černém lese.
Toto první období prosperity skončilo roku 936 s invazí Maďarů do Alsaska. Ve 13. století byl klášter znovu obnoven. Od 14. století začal jeho vliv upadat. Roku 1759 se mniši opustili benediktinský řád a klášter se stal kolejním ústavem pro členy šlechty. Roku 1789 během revoluce byl klášter zničen.
Mezi monument historique byl zapsán v roce 1841.